# Kon Tum (tỉnh)
Kon Tum là tỉnh cũ nằm ở phía bắc Tây Nguyên, Việt Nam.
Năm 2018, Kon Tum là đơn vị hành chính Việt Nam đông thứ 61 về số dân, xếp thứ 59 về Tổng sản phẩm trên địa bàn (GRDP), xếp thứ 53 về GRDP bình quân đầu người, đứng thứ 28 về tốc độ tăng trưởng GRDP. Với 535.000 người dân, số liệu kinh tế - xã hội thống kê GRDP đạt 20.057 tỉ Đồng (tương ứng với 0,8711 tỉ USD).
Ngày 12 tháng 6 năm 2025, Quốc hội thông qua Nghị quyết số 202/2025/QH15 về việc sắp xếp đơn vị hành chính cấp tỉnh năm 2025, theo đó tỉnh được giải thể để sáp nhập vào tỉnh Quảng Ngãi.

## Địa lý
Tỉnh lỵ của Kon Tum là thành phố Kon Tum cách Thành phố Hồ Chí Minh 654 km về phía Bắc, cách thành phố Đà Nẵng 320 km về phía Nam và cách thủ đô Hà Nội 1.095 km (theo Google Map) km về phía Nam.
Tỉnh Kon Tum nằm ở ngã 3 Đông Dương, phần lớn nằm ở phía Tây dãy Trường Sơn, có vị trí địa lý:
- Phía bắc giáp tỉnh Quảng Nam
- Phía nam giáp tỉnh Gia Lai
- Phía đông giáp tỉnh Quảng Ngãi [9]
- Phía tây giáp các tỉnh Sekong, Attapeu của Lào và Ratanakiri của Campuchia

### Địa hình

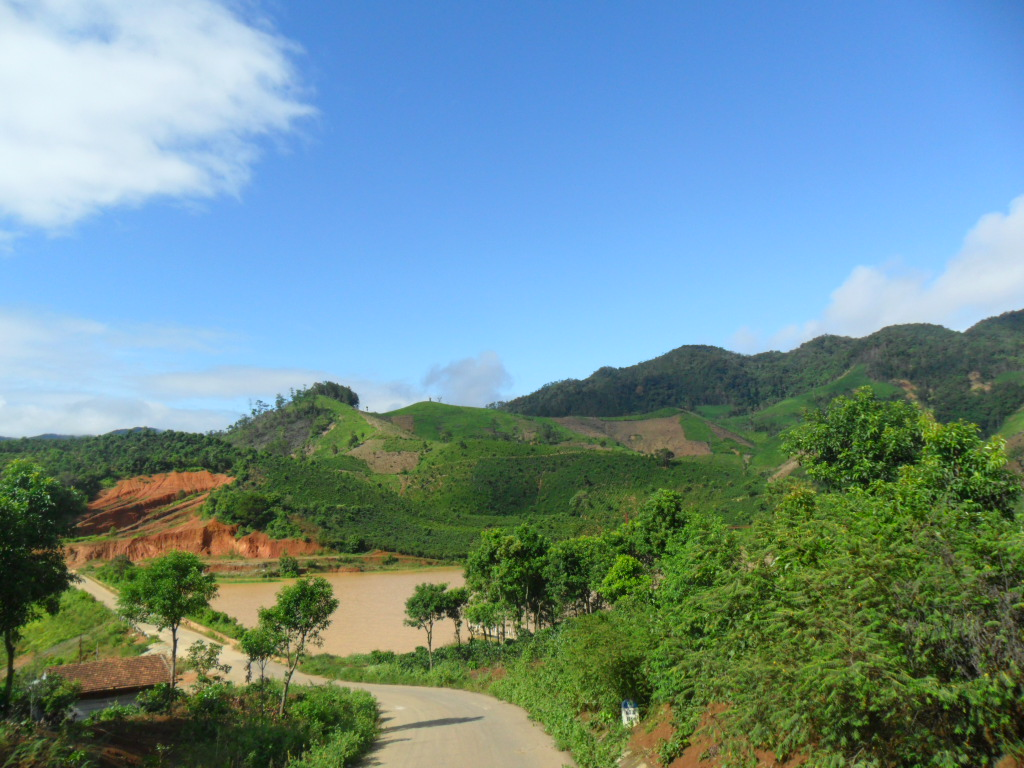
Cảnh quan tại tỉnh Kon Tum

Địa hình Kon Tum chủ yếu là đồi núi, chiếm khoảng 2/5 diện tích toàn tỉnh, gồm những đồi núi liền dải có độ dốc 150 trở lên. Địa hình núi cao liền dải phân bố chủ yếu ở phía bắc - tây bắc chạy sang phía đông tỉnh Kon Tum, với gò đồi, núi, cao nguyên và vùng trũng xen kẽ nhau, tạo ra những cảnh quan vừa mang tính đặc thù của tiểu vùng, vừa mang tính đan xen và hoà nhập, Kon Tum có độ cao trung bình từ 500 mét đến 700 mét, riêng phía Bắc có độ cao từ 800 mét - 1.200 mét, có đỉnh Ngọc Linh cao nhất với độ cao 2.596 mét.

### Khí hậu
Khí hậu Kon Tum có nét chung của khí hậu vùng nhiệt đới gió mùa của phía Nam Việt Nam, mang tính chất của khí hậu cao nguyên. Khí hậu Kon Tum chia thành 2 mùa là mùa mưa và mùa khô. Trong đó, mùa mưa bắt đầu từ tháng 4 đến tháng 11, mùa khô từ tháng 12 đến tháng 3 năm sau. Lượng mưa trung bình hàng năm vào khoảng 2.121 mm, lượng mưa năm cao nhất 2.260 mm, năm thấp nhất 1.234 mm, 3 tháng 7, 8, 9 có lượng mưa cao nhất. Mùa khô, gió chủ yếu theo hướng đông bắc, vào mùa mưa, gió chủ yếu theo hướng tây nam. Nhiệt độ có sự chênh lệch giữa các khu vực trong tỉnh, khu vực miền núi cao trải dài phía Đông Bắc gồm các huyện Kon Plong, Tu Mơ Rông và Đăk Glei thời tiết mát mẻ và ôn hòa hơn, trong khi đó khu vực đất thấp phía Tây Nam như huyện Ia H'Drai, Sa Thầy và thung lũng thành phố Kon Tum thời tiết nóng và oi ả hơn.
| Dữ liệu khí hậu của Cao nguyên Măng Đen, huyện Kon Plong | Dữ liệu khí hậu của Cao nguyên Măng Đen, huyện Kon Plong | Dữ liệu khí hậu của Cao nguyên Măng Đen, huyện Kon Plong | Dữ liệu khí hậu của Cao nguyên Măng Đen, huyện Kon Plong | Dữ liệu khí hậu của Cao nguyên Măng Đen, huyện Kon Plong | Dữ liệu khí hậu của Cao nguyên Măng Đen, huyện Kon Plong | Dữ liệu khí hậu của Cao nguyên Măng Đen, huyện Kon Plong | Dữ liệu khí hậu của Cao nguyên Măng Đen, huyện Kon Plong | Dữ liệu khí hậu của Cao nguyên Măng Đen, huyện Kon Plong | Dữ liệu khí hậu của Cao nguyên Măng Đen, huyện Kon Plong | Dữ liệu khí hậu của Cao nguyên Măng Đen, huyện Kon Plong | Dữ liệu khí hậu của Cao nguyên Măng Đen, huyện Kon Plong | Dữ liệu khí hậu của Cao nguyên Măng Đen, huyện Kon Plong | Dữ liệu khí hậu của Cao nguyên Măng Đen, huyện Kon Plong |
| Tháng                                                    | 1                                                        | 2                                                        | 3                                                        | 4                                                        | 5                                                        | 6                                                        | 7                                                        | 8                                                        | 9                                                        | 10                                                       | 11                                                       | 12                                                       | Năm                                                      |
| -------------------------------------------------------- | -------------------------------------------------------- | -------------------------------------------------------- | -------------------------------------------------------- | -------------------------------------------------------- | -------------------------------------------------------- | -------------------------------------------------------- | -------------------------------------------------------- | -------------------------------------------------------- | -------------------------------------------------------- | -------------------------------------------------------- | -------------------------------------------------------- | -------------------------------------------------------- | -------------------------------------------------------- |
| Trung bình ngày °C (°F)                                  | 17.0 (62.6)                                              | 18.7 (65.7)                                              | 20.4 (68.7)                                              | 21.8 (71.2)                                              | 22.7 (72.9)                                              | 22.1 (71.8)                                              | 21.4 (70.5)                                              | 21.4 (70.5)                                              | 20.9 (69.6)                                              | 20.0 (68.0)                                              | 18.9 (66.0)                                              | 17.6 (63.7)                                              | 20.2 (68.4)                                              |
| Lượng Giáng thủy trung bình mm (inches)                  | 13 (0.5)                                                 | 18 (0.7)                                                 | 52 (2.0)                                                 | 106 (4.2)                                                | 199 (7.8)                                                | 268 (10.6)                                               | 431 (17.0)                                               | 392 (15.4)                                               | 374 (14.7)                                               | 254 (10.0)                                               | 116 (4.6)                                                | 35 (1.4)                                                 | 2.258 (88.9)                                             |
| Nguồn: Climate Data                                      |                                                          |                                                          |                                                          |                                                          |                                                          |                                                          |                                                          |                                                          |                                                          |                                                          |                                                          |                                                          |                                                          |

| Dữ liệu khí hậu của Thành phố Kon Tum   | Dữ liệu khí hậu của Thành phố Kon Tum | Dữ liệu khí hậu của Thành phố Kon Tum | Dữ liệu khí hậu của Thành phố Kon Tum | Dữ liệu khí hậu của Thành phố Kon Tum | Dữ liệu khí hậu của Thành phố Kon Tum | Dữ liệu khí hậu của Thành phố Kon Tum | Dữ liệu khí hậu của Thành phố Kon Tum | Dữ liệu khí hậu của Thành phố Kon Tum | Dữ liệu khí hậu của Thành phố Kon Tum | Dữ liệu khí hậu của Thành phố Kon Tum | Dữ liệu khí hậu của Thành phố Kon Tum | Dữ liệu khí hậu của Thành phố Kon Tum | Dữ liệu khí hậu của Thành phố Kon Tum |
| Tháng                                   | 1                                     | 2                                     | 3                                     | 4                                     | 5                                     | 6                                     | 7                                     | 8                                     | 9                                     | 10                                    | 11                                    | 12                                    | Năm                                   |
| --------------------------------------- | ------------------------------------- | ------------------------------------- | ------------------------------------- | ------------------------------------- | ------------------------------------- | ------------------------------------- | ------------------------------------- | ------------------------------------- | ------------------------------------- | ------------------------------------- | ------------------------------------- | ------------------------------------- | ------------------------------------- |
| Trung bình ngày °C (°F)                 | 20.6 (69.1)                           | 22.4 (72.3)                           | 24.6 (76.3)                           | 26.4 (79.5)                           | 26.7 (80.1)                           | 25.7 (78.3)                           | 24.8 (76.6)                           | 25.1 (77.2)                           | 24.6 (76.3)                           | 23.6 (74.5)                           | 22.3 (72.1)                           | 21.2 (70.2)                           | 24.0 (75.2)                           |
| Lượng Giáng thủy trung bình mm (inches) | 4 (0.2)                               | 9 (0.4)                               | 36 (1.4)                              | 90 (3.5)                              | 201 (7.9)                             | 251 (9.9)                             | 350 (13.8)                            | 337 (13.3)                            | 337 (13.3)                            | 189 (7.4)                             | 78 (3.1)                              | 19 (0.7)                              | 1.901 (74.9)                          |
| Nguồn: Climate Data                     |                                       |                                       |                                       |                                       |                                       |                                       |                                       |                                       |                                       |                                       |                                       |                                       |                                       |

### Tài nguyên
Kon Tum nằm trên khối nâng Kon Tum, vì vậy đa dạng về cấu trúc địa chất và khoáng sản. Trên địa bàn có 21 phân vị địa tầng và 19 phức hệ mắc ma đã bị các nhà địa chất nghiên cứu xác lập, hàng loạt các loại hình khoáng sản như sắt, crôm, vàng, nguyên liệu chịu lửa, đá quý, bán quý, kim loại phóng xạ, đất hiếm, nguyên liệu phục vụ sản xuất vật liệu xây dựng,... đã bị phát hiện.
Rừng Kon Tum phần lớn là rừng nguyên sinh có gỗ như cẩm lai, dáng hương, pơ mu, thông... tỉnh Kon Tum có khoảng hơn 300 loài thực vật, thuộc hơn 180 chi và 75 họ thực vật có hoa. Động vật nơi đây gồm chim có 165 loài, 40 họ, 13 bộ. Thú có 88 loài, 26 họ, 10 bộ, chiếm 88% loài thú ở Tây Nguyên. Bên cạnh các loài thú, Kon Tum còn có những loại chim "quý cần được bảo vệ" như công, trĩ sao, gà lôi lông tía và gà lôi vằn.

## Lịch sử
Kon Tum có sự sinh sống của các dân tộc bản địa gồm Xơ Đăng, Bana, Gia Rai,Giẻ Triêng, Brâu, Rơ Măm. Mỗi dân tộc gắn với một vùng cư trú khác nhau. Thiết chế xã hội cổ truyền của người dân bản địa nơi đây là tổ chức làng (kon), mang tính biệt lập, do 1 già làng là người có uy tín nhất trong làng, đứng đầu.
| Dân số tỉnh Kon Tum năm 1967 | Dân số tỉnh Kon Tum năm 1967 |
| Quận                         | Dân số                       |
| ---------------------------- | ---------------------------- |
| Dak Sut                      | 9.690                        |
| Dak To                       | 20.187                       |
| Kon Tum                      | 48.722                       |
| Tổng số                      | 78.599                       |

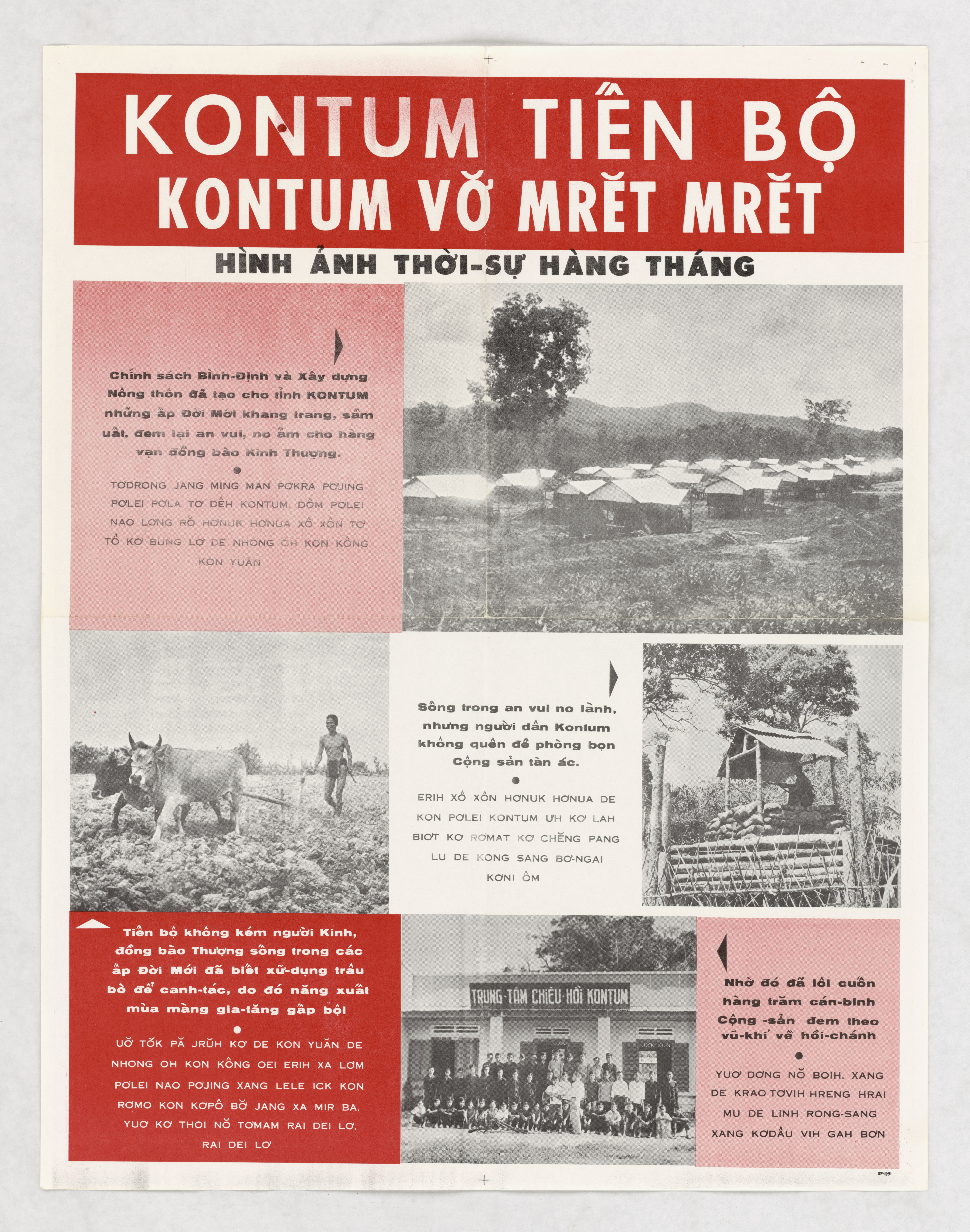
Một áp phích tuyên truyền của Mỹ và Việt Nam Cộng hòa trong giai đoạn 1965 -1969

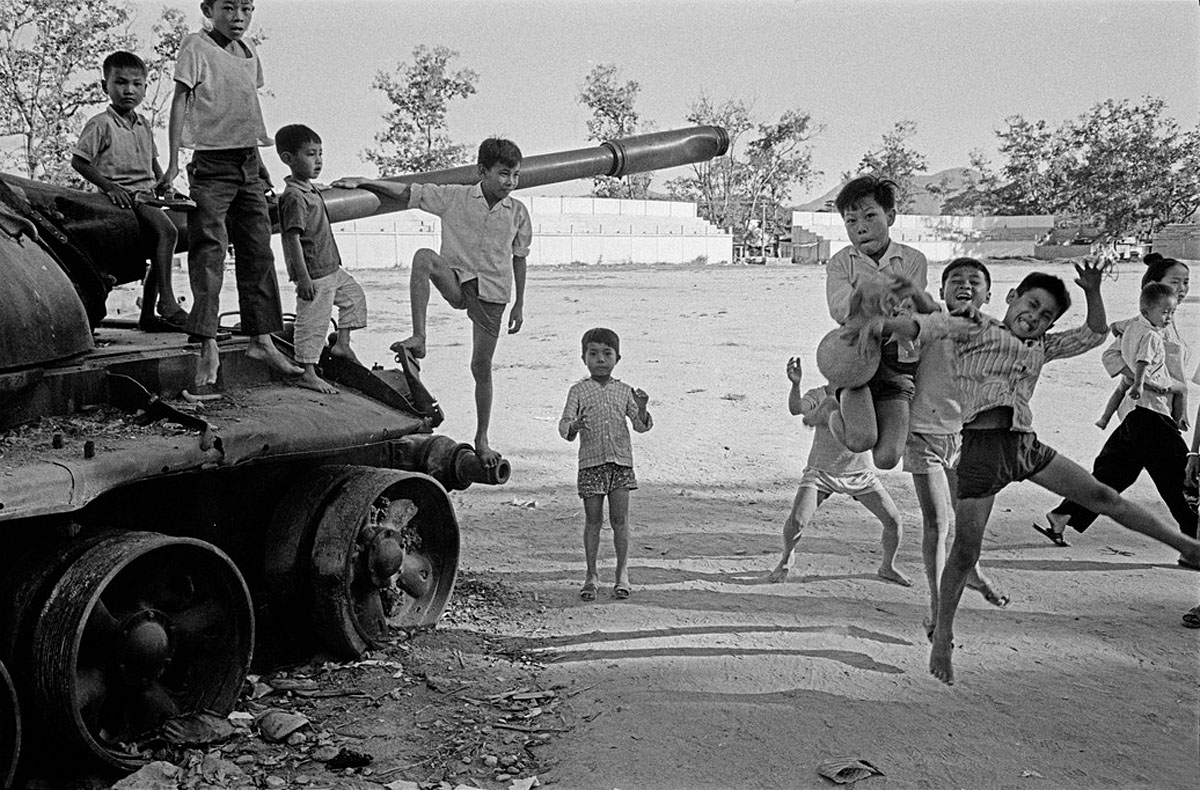
Trẻ em chơi đùa cạnh xác xe tăng bị phá hủy trong Trận Kon Tum. Ảnh chụp năm 1972.

Ngày 10 tháng 10 năm 1978, thành lập huyện Sa Thầy trên cơ sở tách 4 xã thuộc huyện Đăk Tô và 1 xã thuộc thị xã Kon Tum.
Ngày 12 tháng 8 năm 1991, tỉnh Kon Tum bị tái lập trên cơ sở chia tách tỉnh Gia Lai - Kon Tum thành 2 tỉnh: Gia Lai và Kon Tum.
Ngày 15 tháng 10 năm 1991, thành lập huyện Ngọc Hồi trên cơ sở tách 3 xã thuộc Sa Thầy, 1 xã thuộc huyện Đăk Tô và 1 xã thuộc huyện Đăk Glei.
Ngày 24 tháng 3 năm 1994, thành lập huyện Đăk Hà trên cơ sở tách 4 xã thuộc thị xã Kon Tum và 2 xã thuộc huyện Đăk Tô.
Ngày 31 tháng 1 năm 2002, chia huyện Kon Plông thành 2 huyện: Kon Plông và Kon Rẫy.
Ngày 9 tháng 6 năm 2005, chia huyện Đăk Tô thành 2 huyện: Đăk Tô và Tu Mơ Rông.
Ngày 11 tháng 3 năm 2015, thành lập huyện Ia H'Drai trên cơ sở tách 3 xã thuộc huyện Sa Thầy.
Ngày 12 tháng 6 năm 2025, Quốc hội ban hành Nghị quyết về việc sắp xếp đơn vị hành chính cấp tỉnh năm 2025 (nghị quyết có hiệu lực từ ngày 12 tháng 6 năm 2025). Theo đó, sáp nhập tỉnh Kon Tum vào tỉnh Quảng Ngãi.

## Hành chính
Tỉnh Kon Tum có 10 đơn vị hành chính cấp huyện, bao gồm 1 thành phố và 9 huyện với 102 đơn vị hành chính cấp xã, bao gồm 7 thị trấn, 10 phường và 85 xã.
| Diện tích (km²)                                     | 433              | 1.495             | 845               | 511              | 980    | 1.371            | 886              | 824              | 1.435             | 857    |
| Dân số (người)                                      | 168.264          | 48.761            | 74.805            | 47.544           | 10.210 | 26.025           | 28.591           | 58.913           | 49.914            | 27.411 |
| Mật độ dân số (người/km²)                           | 389              | 33                | 89                | 93               | 10     | 19               | 32               | 72               | 35                | 32     |
| Số đơn vị hành chính                                | 10 phường, 11 xã | 1 thị trấn, 11 xã | 1 thị trấn, 10 xã | 1 thị trấn, 8 xã | 3 xã   | 1 thị trấn, 8 xã | 1 thị trấn, 6 xã | 1 thị trấn, 7 xã | 1 thị trấn, 10 xã | 11 xã  |
| Năm thành lập                                       | 2009             | 1975              | 1994              | 1975             | 2015   | 1975             | 2002             | 1991             | 1975              | 2005   |
| Nguồn: Dân số tỉnh Kon Tum ngày 01 tháng 4 năm 2019 |                  |                   |                   |                  |        |                  |                  |                  |                   |        |

## Kinh tế - xã hội

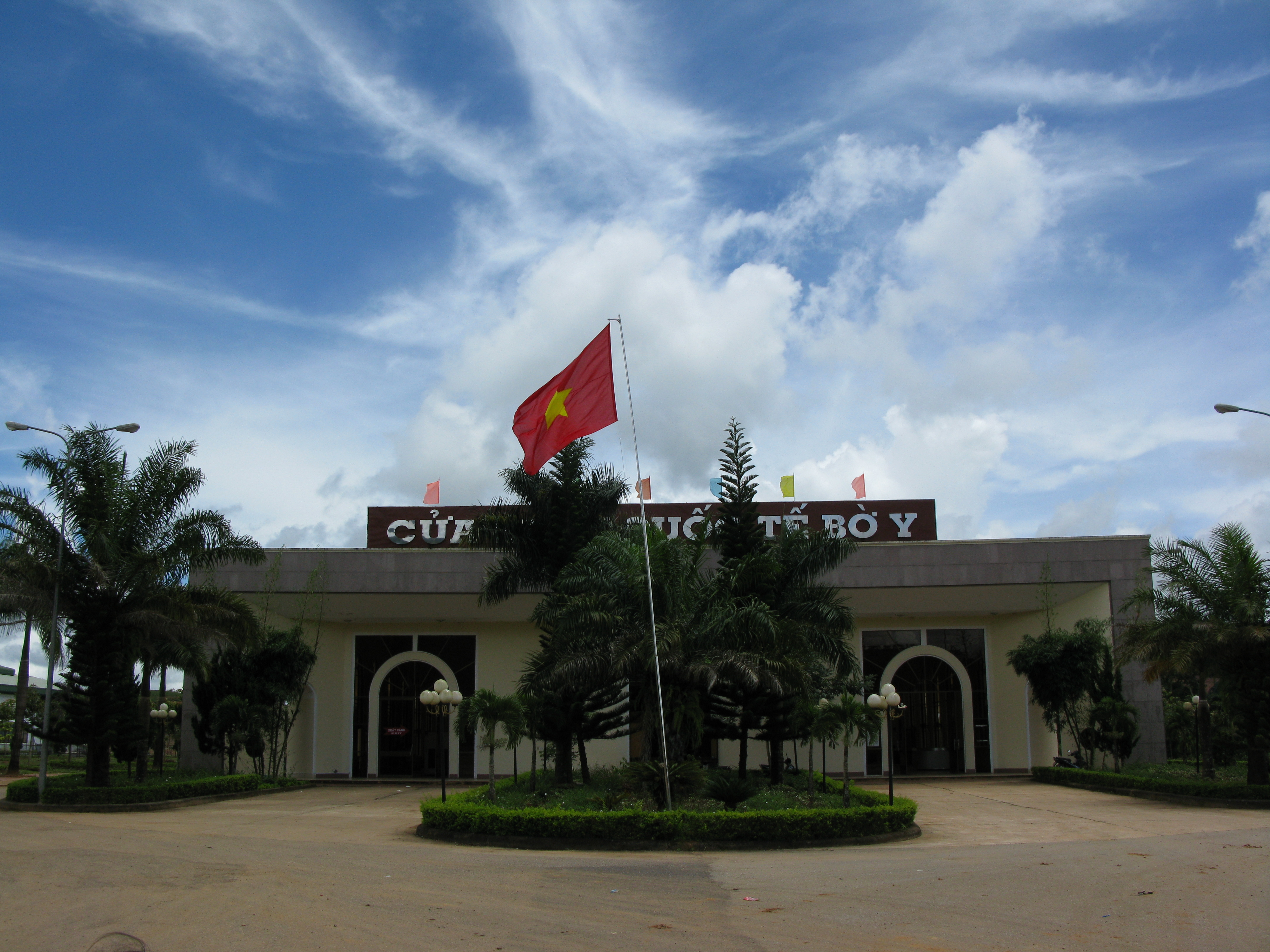
Cửa khẩu quốc tế Bờ Y

Giai đoạn từ năm 2001 đến năm 2010, cơ cấu kinh tế chuyển đổi "cơ bản tiến bộ", công nghiệp xây dựng đạt 32%, nông, lâm nghiệp 25%, dịch vụ 43%, GDP bình quân đầu người đạt 507 USD, nhu cầu vốn đầu tư cả thời kỳ 476,6 triệu USD. Tình hình xuất nhập khẩu đến năm 2010 đạt 70 triệu USD. Đồng thời năm 2010 có 50.000 lượt khách du lịch, trong đó có 10.000 khách nước ngoài.
Năm 2012, năm thứ 2 triển khai thực hiện Nghị quyết Đại hội Đảng bộ tỉnh Kon Tum lần thứ XIV. Tốc độ tăng trưởng kinh tế đạt 13,77% so với cả nước. Trong đó, các ngành nông - lâm - thủy sản tăng 7,3%, ngành công nghiệp - xây dựng tăng 17,49%, ngành dịch vụ tăng 18,34% và chỉ số giá tiêu dùng tăng 9,88%. Thu ngân sách trên địa bàn đạt 1.632,2 tỷ đồng, vượt 0,5% so với kế hoạch. Tỷ lệ lao động qua đào tạo đạt 38,2%, đồng thời giải quyết việc làm cho khoảng 6.200 lao động, góp phần giảm tỷ lệ thất nghiệp xuống dưới 5%. Thu nhập bình quân đầu người đạt 22,12 triệu đồng, và tỷ lệ hộ nghèo giảm còn 22,77%.
Ước tính đến cuối năm 2012, toàn tỉnh có 13.794 hợp tác xã, tăng 504 so với năm 2011. Danh thu bình quân của Hợp tác xã năm 2012 ước đạt 1,74 tỷ đồng/HTX/Năm, Lợi nhuận bình quân của hợp tác xã đạt 370,87 triệu đồng/HTX/Năm. Thu nhập bình quân của các xã viên hợp tác xã ước đạt 18,26 triệu đồng/xã viên/năm. Thu nhập của lao động thường xuyên trong các hợp tác xã, Liên hiệp hợp tác xã ước đạt 17,83 triệu đồng/lao động/năm.
Tỉnh Kon Tum đã thực hiện đẩy mạnh phát triển các ngành kinh tế mũi nhọn và sản phẩm chủ lực của tỉnh như Sâm Ngọc Linh, rau hoa xứ lạnh, nuôi cá tầm, cá hồi... gắn với tìm kiếm thị trường tiêu thụ. Tỉnh phấn đấu trong năm 2013, thu ngân sách nhà nước tại địa bàn đạt trên 1.830 tỷ đồng và kim ngạch xuất khẩu đạt trên 100 triệu USD.

### Giáo dục
Tính đến thời điểm ngày 30 tháng 9 năm 2011, trên địa bàn toàn tỉnh Kon Tum có 259 trường học ở cấp phổ trong đó có Trung học phổ thông có 14 trường, Trung học cơ sở có 94 trường, Tiểu học có 131 trường, trung học có 10 trường, có 10 trường phổ thông cơ sở, bên cạnh đó có 108 trường mẫu giáo. Với hệ thống trường học như thế, nền giáo dục trong địa bàn Tỉnh Kon Tum góp phần giảm thiểu nạn mù chữ trong địa bàn tỉnh.

### Y tế
Theo thống kê về y tế năm 2011, trên địa bàn toàn tỉnh Kon Tum có 121 cơ sở khám chữa bệnh trực thuộc Sở Y tế. Trong đó có 4 Bệnh viện, 13 Phòng khám đa khoa khu vực, 97 Trạm Y tế phường xã, và 1 Bệnh viện Điều dưỡng - Phục hồi chức năng. Tỉnh có 1770 giường bệnh và 354 bác sĩ, 350 y sĩ, 694 y tá.

## Dân cư
Theo thống kê năm 2020, tỉnh Kon Tum có diện tích 9.674,18 km², dân số năm 2020 là 561.742 người.
Theo kết quả điều tra ngày 1 tháng 4 năm 1999, tỉnh Kon Tum có 316.600 người. Toàn tỉnh có 25 dân tộc, trong đó đông nhất là dân tộc Kinh có 145.681 người chiếm 46,36%. Các dân tộc thiểu số gồm dân tộc Xơ Đăng có 78.741 người, chiếm 25,05%. dân tộc Ba Na có 37.519 người, chiếm 11,94%. dân tộc Giẻ- Triêng có 25.463 người, chiếm 8,1%. dân tộc Gia Rai có 15.887 người, chiếm 5,05%. các dân tộc khác chiếm 3,5 %.
Tính đến ngày 1 tháng 4 năm 2019, dân số toàn tỉnh Kon Tum đạt 540.438 người, mật độ dân số đạt 55 người/km². Trong đó dân số sống tại thành thị đạt gần 172.712 người, chiếm 32% dân số toàn tỉnh, dân số sống tại nông thôn đạt 367.726 người, chiếm 68% dân số. Dân số nam đạt 271.619 người trong khi đó nữ đạt 268.819 người. Tỷ lệ tăng tự nhiên dân số phân theo địa phương tăng 2,28 ‰
Theo thống kê của tổng cục thống kê Việt Nam, tính đến ngày 1 tháng 4 năm 2009, tỉnh Kon Tum có 42 dân tộc cùng người nước ngoài sinh sống. Trong đó dân tộc kinh có 201.153 người, người Xơ Đăng có 104.759 người, người Ba Na có 53.997 người, Người Giẻ Triêng có 31.644 người, người Gia Rai có 20.606 người, người Mường có 5.386 người, Người Thái có 4.249 người, Người Tày có 2.630, cùng các dân tộc ít người khác như Nùng, Hrê, Brâu, Rơ Măm...
Tính đến ngày 1 tháng 4 năm 2019, tỉnh Kon Tum có 5 Tôn giáo khác nhau chiếm 262.856 người. Trong đó, nhiều nhất là Công giáo có 218.511 người, Phật giáo có 26.012 người, Tin Lành có 17.744 người, cùng các tôn khác như Cao Đài có 499 người, Đạo Bahá'í có 15 người, Đạo Tứ Ân Hiếu Nghĩa có bốn người, và Hồi giáo có 1 người.

## Hình ảnh

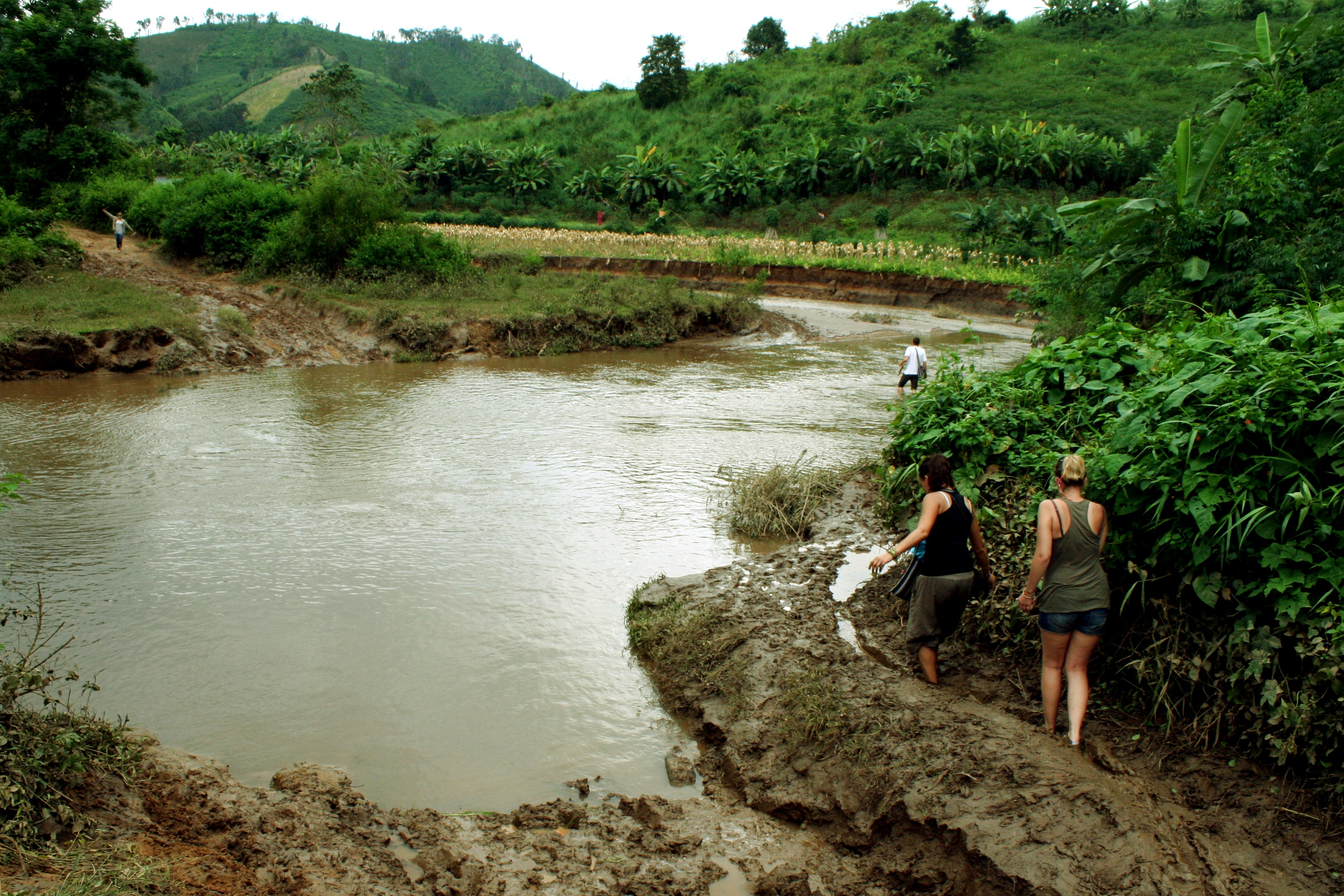
Khách du lịch qua sông tại Kon Tum
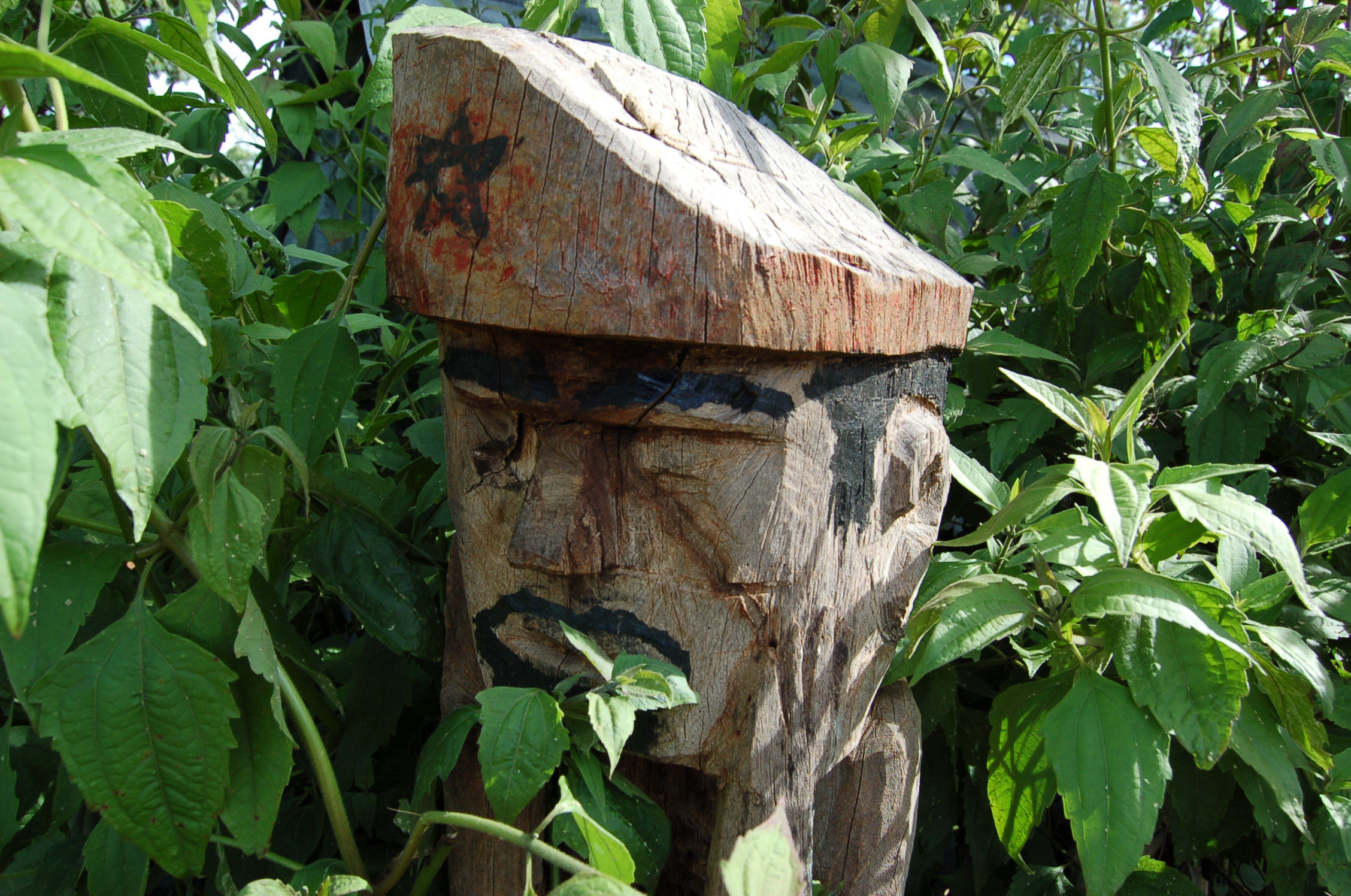
Tượng điêu khắc gỗ của người dân tộc bản địa Kon Tum
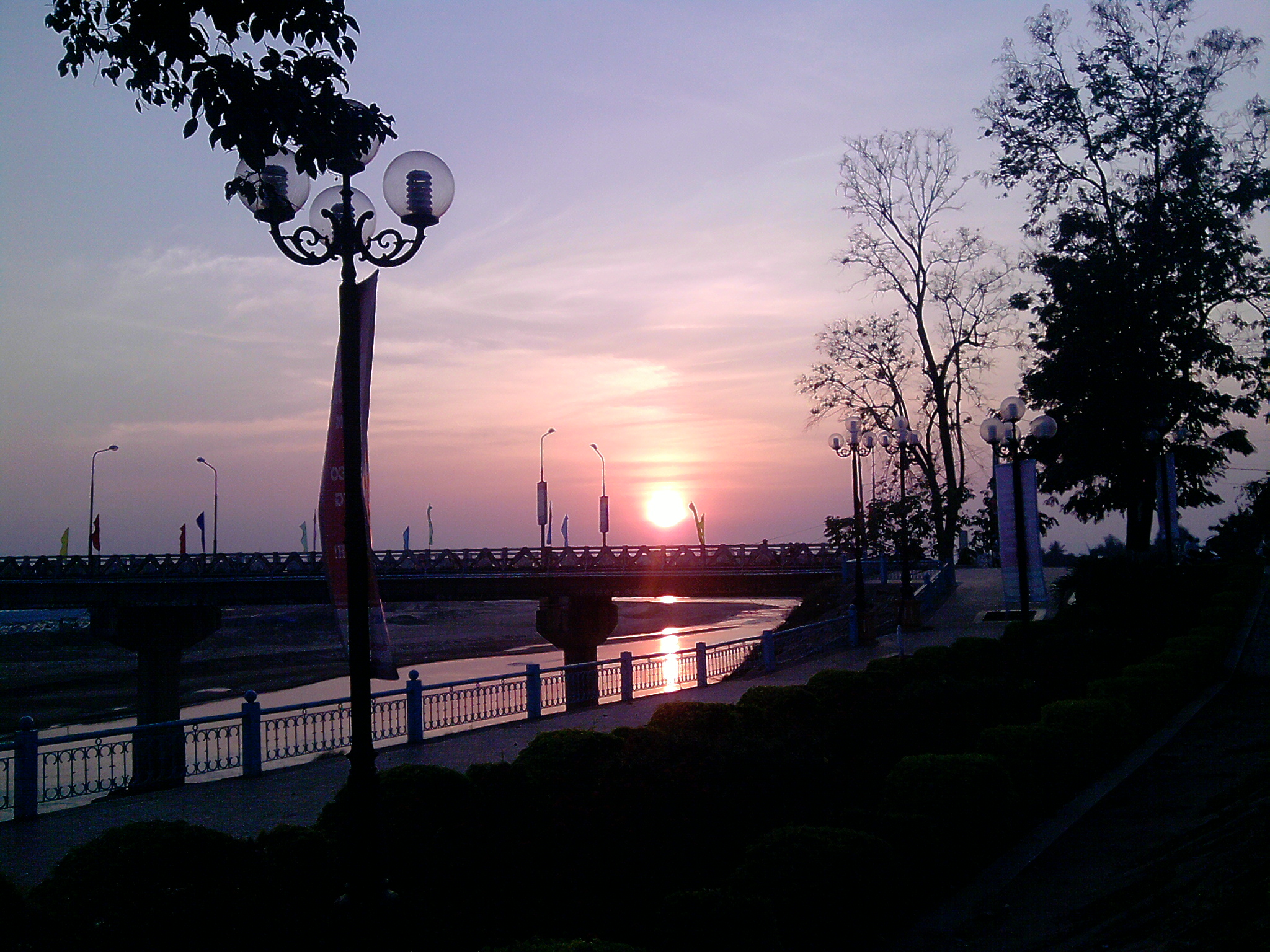
Hoàng hôn bên cầu Đăk Bla
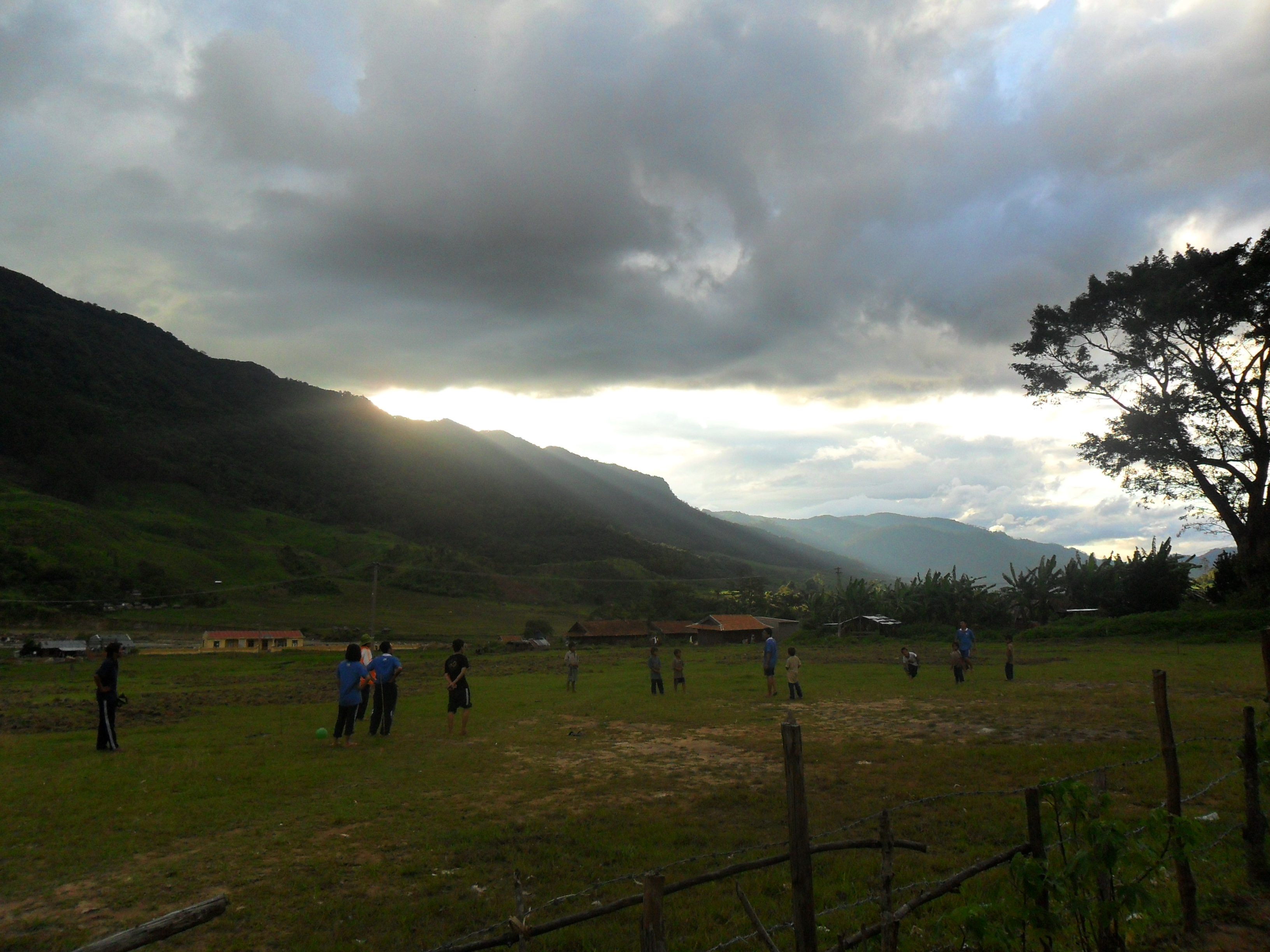
Trẻ em dân tộc thiểu số và sinh viên tình nguyện chiến dịch "Mùa hè xanh" ở xã Xốp, huyện Đăk Glei